# صالح ارشيدات
صالح ارشيدات (1946 - ) سياسي أردني ولد في مدينة إربد لعائلة سياسية، وحصل على شهادة الدكتوراة في الهندسة المدنية من ألمانيا عمل بعدها في التدريس فيها، وبعد عودته إلى الأردن شغل عدة مناصب أبرزها نائبا لرئيس الوزراء خلال عامي 2000 و2001 إضافة إلى شغله قبل ذلك وزارات المياه والشباب والنقل، كما وصل صالح ارشيدات إلى البرلمان بعد فوزه في الانتخابات النيابية في العام 1993.

## المؤهلات العلمية
- بكالوريوس في الهندسة المدنية من مصر عام 1970[2]
- الدكتوراة في الهندسة المدنية عام 1975 من ألمانيا

## المناصب
- 1975 التدريس في ألمانيا في كلية الهندسة[2]
- 1975-1991 مدير شركة الاستشارات الهندسية
- 1991 وزير الشباب
- 1991-1993 وزير الشباب
- 1993 عضو مجلس النواب الثاني عشر
- 1994-1995 وزير المياه والري
- 1995-1996 وزير المياه والري
- 1996-1997 وزير السياحة والاثار
- 2000 نائب رئيس الوزراء وزير دولة لشؤون رئاسة الوزراء
- 2000-2001 نائب رئيس الوزراء ووزير النقل